# フォー・ユー・ブルー
「フォー・ユー・ブルー」（For You Blue）は、ビートルズの楽曲である。作詞作曲はジョージ・ハリスン。1970年5月8日に発売された12作目のイギリス盤公式オリジナル・アルバム『レット・イット・ビー』に収録され、3日後にアメリカでシングル盤『ザ・ロング・アンド・ワインディング・ロード』のB面曲としてリカットされた。Billboard Hot 100で第1位を獲得、Cash Box Top 100で最高位71位を記録した。
本作は、ブルース形式のカントリー調の楽曲で、作曲面では1968年11月から12月にかけてハリスンがウッドストックでボブ・ディランやザ・バンドと共に過ごしたことが影響している。1969年1月にリハーサルが行なわれ、同月下旬にアップル・スタジオでレコーディングが行われた。本作には、ジョン・レノンが演奏するラップ・スティール・ギターのパートが含まれている。
1976年にキャピトル・レコードから発売されたハリスンのベスト・アルバム『ザ・ベスト・オブ・ジョージ・ハリスン』に収録され、1996年に発売された『ザ・ビートルズ・アンソロジー3』には別テイクが収録された。1974年の北米ツアーでのライブ音源が、1988年に発売された『Songs by George Harrison』に収録された。なお、ポール・マッカートニーは、2002年11月に行なわれたハリスンの追悼コンサート『コンサート・フォー・ジョージ』で演奏している。

## 背景・曲の構成

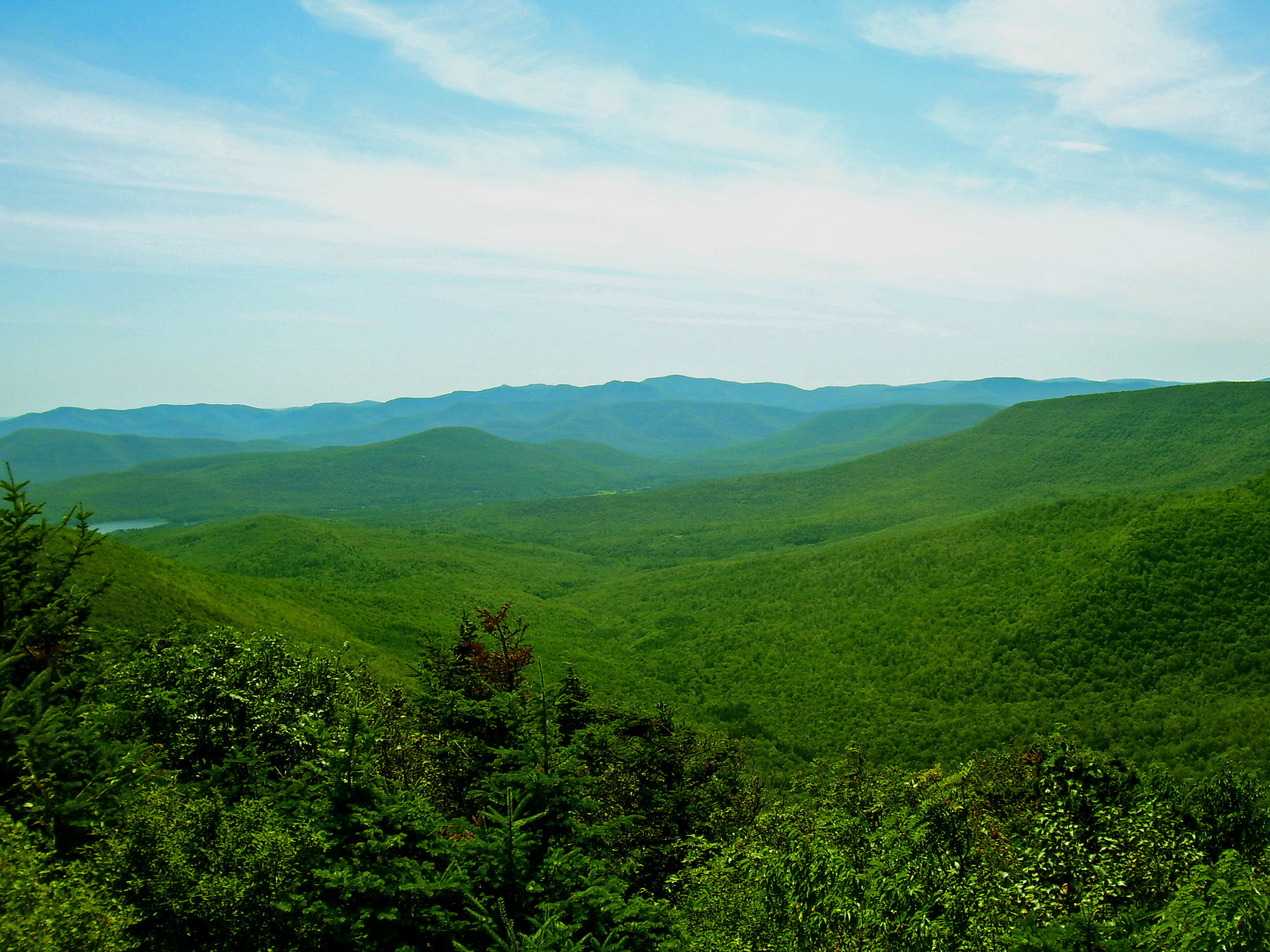
ニューヨーク州北部に位置するキャッツキル山地。ハリスンが1968年末に訪れたウッドストックで、ボブ・ディランやザ・バンドと過ごしたことが本作のインスピレーションの1つとなっている。

ジョージ・ハリスンは、1968年末に妻であるパティ・ボイドへのラブソングとして「フォー・ユー・ブルー」を作曲した。ハリスンは自伝『I・ME・MINE』で、「12小節ブルースの典型。内容が脳天気なことを除けばね」と述べている。本作は、ハリスンがニューヨーク州北部のウッドストックに滞在した際に、ボブ・ディランとの共演やザ・バンドとジャム・セッションを行なったことが影響している。ウッドストックにおいてハリスンは、1968年後半のアルバム『ザ・ビートルズ』のセッションにおける緊張した雰囲気とは対照的な、音楽的な仲間意識を体験することができた。
「フォー・ユー・ブルー」は、Dのキーで演奏されるカントリー・ブルース調の楽曲である。イントロを除くすべてのセクションが12小節のブルース形式に従った構成になっている。なお、5小節のイントロにはホーム・キーのE7が含まれている。歌詞の中で、ハリスンはボイドへの愛について書いており、音楽学者のアラン・ポラックは「非常に穢れのないロマンティックな幸福感」と評している。
ハリスンのオリジナルの手書きの歌詞では、曲名が「For You Blues」となっていて、1969年1月下旬にレコーディングが行われた際には「George's Blues (Because You're Sweet and Lovely)」と名付けられ、2か月後にアルバム『ゲット・バック』用にミキシングされた際には「Because You're Sweet and Lovely」に変更された。その後、5月下旬に現行の曲名に定着した。

## レコーディング

### トゥイッケナム・スタジオでのリハーサル
「フォー・ユー・ブルー」は、1969年1月にビートルズがトゥイッケナム映画撮影所でリハーサルを行なった楽曲の1つである。後に『レット・イット・ビー』として知られるようになった映画のプロジェクトには、1966年のアメリカツアー以来となるライブ・パフォーマンスへの復帰がプロジェクトの一環として組み込まれていた。1968年12月にウッドストックから戻ってきたハリスンは、このプロジェクト、とりわけアンサンブルを基本とした演奏への回帰について「かなり楽観的であった」とされている。リハーサルは、ビートルズのテレビコンサートにドキュメンタリー映画を添えることを意図し、マイケル・リンゼイ＝ホッグによって撮影・録音されていた。
1月7日にハリスンは本作の草案を提出したが、この日はグループ内での対立が目立つ日となった。『ゲット・バック』のセッションで残されたテープを研究したダグ・サリピーとレイ・シュヴァイクハートは、共著書の中で「ビートルズは『フォー・ユー・ブルー』について中途半端なリハーサルを行ない、将来についての議論の中で、ハリスンが提案されたコンサートについてマッカートニーと意見が合わなかった」と書いている。また、ハリスンが作曲した「オール・シングス・マスト・パス」、「レット・イット・ダウン」、「ヒア・ミー・ロード」についてジョン・レノンとポール・マッカートニーは興味を示さなかった 。1月9日のリハーサル時点で、ハリスンは本作の歌詞を完成させていて、本作に「伝統的なカントリー・ブルースのようなアコースティックなアレンジが必要だ」と提案した。この翌日、ハリスンはマッカートニーの威圧的な態度やレノンのプロジェクトへの無関心さに嫌気がさしたことにより、セッションを離脱した。

### アップル・スタジオでのレコーディング
ハリスンのバンドへの復帰の条件を受け入れるかたちで、ビートルズはコンサートのアイデアを破棄。1月22日のセッションより場所をアップル・スタジオに移して、トゥイッケナム・スタジオでリハーサルした楽曲の一部をアルバム用にレコーディングした。なお、リンゼイ＝ホッグが「アイ・ミー・マイン」に関する映像をドキュメンタリー映画に収録することを決め、1970年1月に正式なレコーディングが行われるまでは、本作がアルバムに収録される唯一のハリスンの作品となっていた。
「フォー・ユー・ブルー」のレコーディングは、1月25日にアップル・スタジオで行なわれ、プロデューサーとしてグリン・ジョンズとジョージ・マーティンが同席した。サルピーとシュヴァイクハートは、「バンドは『完全に集中』して演奏していて、同日にマッカートニー作の『レット・イット・ビー』や『トゥ・オブ・アス』に取り組んだときの優柔不断なアプローチとは対照的だった」と述べている。また、ハリスンが本作について軽快なアコースティック調のアレンジを提案したことについて、サルピーとシュヴァイクハートは「バンドの演奏は、アーバン・ブルースのスタイルに近かった」と述べている。
録音されたテイクから、テイク6がマスター・テイクとして採用された。レコーディングでは、ハリスンがアコースティック・ギター、レノンがラップ・スティール・ギターを演奏した。レノンは間奏における最初のソロを演奏し、続いてマッカートニーがピアノソロの演奏している。また、マッカートニーはハリスンの「悪いホンキートンク・ピアノの音」という要求に応えるために、ピアノの弦とハンマーの間に紙を挟んで演奏した。本作におけるリンゴ・スターのドラム・パートについて、音楽学者のウォルター・エヴェレットは「楽曲全体を通して『ずっしりしたバック・ビート』を演奏している」と説明している。

### オーバー・ダビングおよびミキシング
1970年1月に映画のプロジェクトが再開され、「レット・イット・ビー」というタイトルで公開されることが決定した後、ハリスンは本作のリード・ボーカルを再録音することを決めた。1月8日にオリンピック・スタジオでボーカル・パートがオーバー・ダビングされ、ジョンズがこのセッションのプロデュースを手がけた。ハリスンは、曲の大部分をファルセットで歌っていて、間奏での「Go, Johnny, Go!」という掛け声や、エルモア・ジェームスへの言及をはじめとしたハリスンの即興的な語りも、このセッションで加えられた。
1970年3月30日にフィル・スペクターは、アルバム『レット・イット・ビー』用にリミックスを行なった。この際にスペクターは、1969年1月8日のセッションで録音されたレノンの「Queen Says 'No' to Pot-Smoking FBI Member.（FBIにマリファナが蔓延することに対し、女王はノーと言っておられる）」という語りを冒頭に加えた。また、スペクターは曲の間奏部分のテープ・ループを作成し、その上に1月30日に行なわれたルーフトップ・コンサートに関する街頭インタビューの音声や、映画からの音声を加えた。これは映画『レット・イット・ビー』のプロモーション用に作成されたテープと考えられており、未発表のままとなっている。

## リリース
1970年5月8日にアップル・レコードからアルバム『レット・イット・ビー』が発売され、「フォー・ユー・ブルー」は「ザ・ロング・アンド・ワインディング・ロード」と「ゲット・バック」の間（B面4曲目）に配置された。同作の発売は、ビートルズの解散から4週間後かつ、映画『レット・イット・ビー』のプレミア上映の直前にあたる。
本作は、アメリカで5月11日に発売されたシングル盤『ザ・ロング・アンド・ワインディング・ロード』のB面に収録された。アメリカで本作がラジオで複数回エアプレイされたことから、『ビルボード』誌から「ザ・ロング・アンド・ワインディング・ロード」との両A面の扱いを受け、Billboard Hot 100で第1位を獲得し、オーストラリアのGo-Set国際チャートでは最高位6位、『キャッシュボックス』誌のチャートでは最高位71位を獲得した。
本作は、ビートルズのメンバーとしても、ソロ・アーティストとしても『ビルボード』誌のチャートで最も成功したハリスンの楽曲の1つとなっている。1976年にキャピトル・レコードから発売されたハリスンのコンピレーション・アルバム『ザ・ベスト・オブ・ジョージ・ハリスン』に収録されたビートルズ時代の楽曲の1つとなっている。しかし、アップル・コアは、アメリカのチャートで第1位となったのは『ビルボード』誌の当時の方針によるものという認識を示しており、イギリスおよびアメリカのシングルチャートで第1位を獲得した楽曲を収録したコンピレーション・アルバム『ザ・ビートルズ1』（2000年）には収録されなかった。
1996年に発売された『ザ・ビートルズ・アンソロジー3』には、1969年1月25日に録音されたテイク1が収録され、2003年に発売された『レット・イット・ビー...ネイキッド』には冒頭のレノンの語りを省略し、オリジナル・トラックをリミックスした音源が収録された。

## 評価
『NME』誌のアラン・スミスは、アルバム『レット・イット・ビー』のレビューの中で本作について「ジョージのもう1つの力作で、ささやき声のようなずんぐりしたロッカー…『エルモア・ジェームス』がある部分で『彼女にはかなわない!』と呼びかけている」と評し、『メロディ・メイカー』誌のリチャード・ウィリアムスは、曲中でのレノンのボトルネックギターとジェームスへの言及を引き合いに「愉快な三文芝居」と評している。『ハイ・フィデリティ』誌のジョン・ガブリーは、ラップ・スティール・ギターが使用されていることを「曲中で唯一興味深い点」とする一方で、「それ以外は退屈」と評している。
2003年の『モジョ』誌で、ジョン・ハリスは本作をマッカートニーが掲げていた「バンドの原点に戻る」という当初のコンセプトに忠実な楽曲の1つとして取り上げている。ハリスは本作の「ピアノ、アコースティック・ギター、ラップ・スティール・ギターのはまり具合が、大人しくて素晴らしい」と賞賛している。同年の『アコースティック・ギター・マガジン』に寄稿したデヴィッド・シモンズは、同じくハリスンの作品である「ヒア・カムズ・ザ・サン」や「アイ・ミー・マイン」と共に、「リズムギタリストとしてのハリスンの創造性を示すもので、カポを取り付けたアコースティック・ギターで構成されていることで、バンドのサウンドに新たな要素を取り入れた」と述べている。
ビートルズの伝記作家の中でもさまざまな評価がなされており、イアン・マクドナルドは本作を「忘れられた12小節」と評し、マーク・ハーツガードは「かよわいブルース・ブギ」「ハリスンは『オール・シングス・マスト・パス』や『レット・イット・ダウン』の方が良かったのではないか」と考察している。ウォルター・エヴェレットは、「レノンがビートルズ時代に行なった唯一のラップ・スティールの演奏は、不器用であると同時に洗練されているように思える」と評している。イアン・イングリスは、本作の軽快さを「ハリスンがスピリチュアリティや悟りにいつも夢中になっていた中で、『シンプルかつ楽しいラブソング』を作ることが出来たという証拠」とし、「その直接的な表現と、彼が明らかに楽しんでいることが、彼の言葉の誠実さを補強している」と評している。音楽ジャーナリストのキット・オトゥールは、本作を「シングルのリード面より『やや劣っているとしても、同じくらい良い』ビートルズのB面曲」の例として挙げ、本作の陽気で楽観的な性質と、1969年1月のバンド内の緊張した雰囲気との対比を引き合いに本作での演奏を「4人がリビングルームに座って、ただ楽しくジャムに興じている」と喩えている。
『コンシークエンス・オブ・サウンド』のジャスティン・ガーバーは、ハリスと同様に本作がグループの意図する「原点に戻る」というアプローチに忠実であるとする一方で、「『アイ・ミー・マイン』との組み合わせは悪くはないが、『ホワイト・アルバム』での彼の提供曲と比べると見劣りする」と評している。『ピッチフォーク・メディア』のマーク・リチャードソンは、本作の「ちくちくするリズミカルなドライブ感」を賞賛し、「ゲット・バック」や「トゥ・オブ・アス」と共に「ビートルズレガシーに影響を与えるような要素はほとんど見られないにもかかわらず、『レット・イット・ビー』がいかに良質なネタを含んでいるかを示す例」として挙げている。

## ライブでの演奏やカバー・バージョン

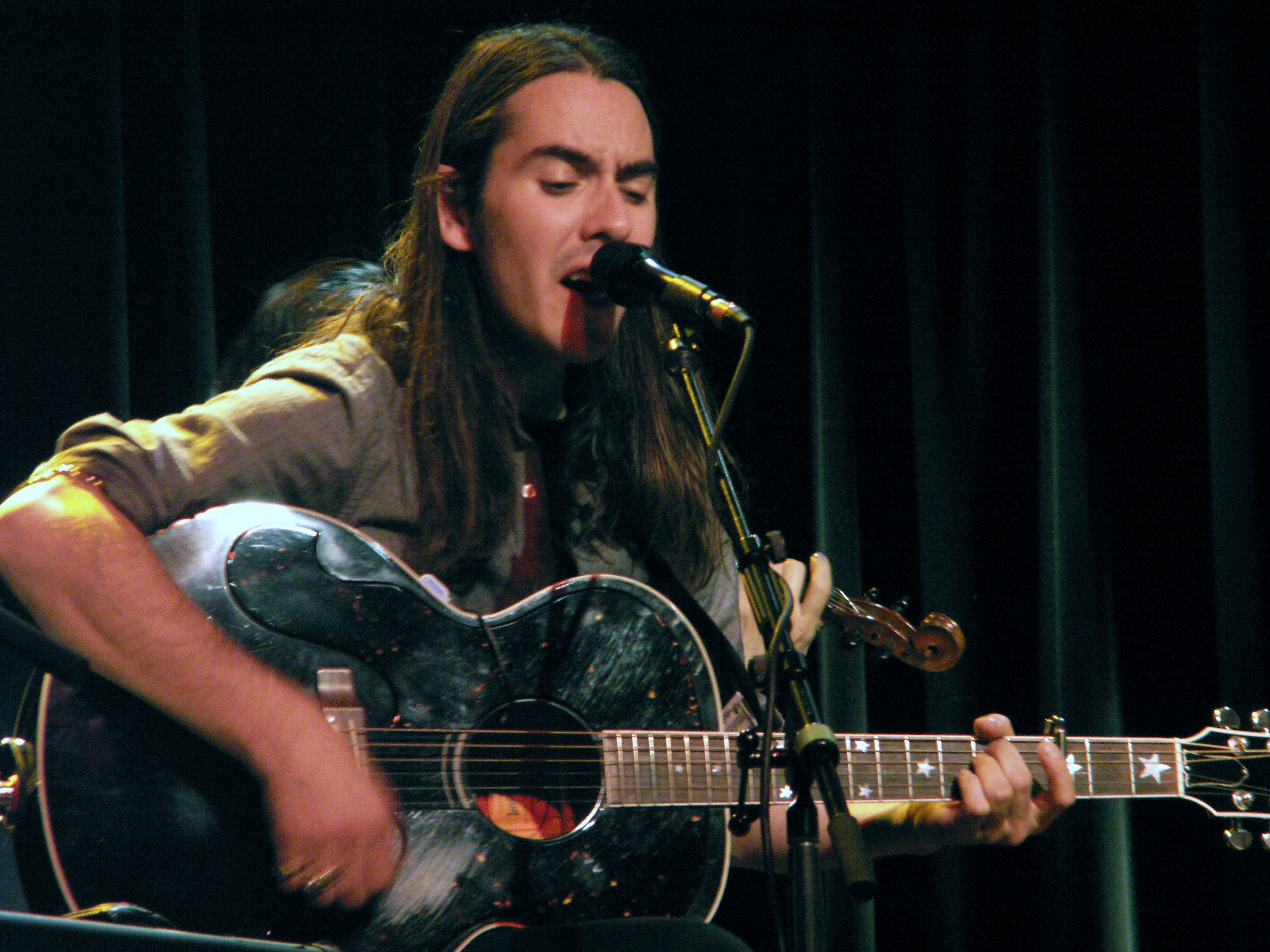
本作をカバーしたアーティストの1人であるダーニ・ハリスン（2010年撮影）。2002年の『コンサート・フォー・ジョージ』でマッカートニーと共に本作を演奏したメンバーの1人であり、2013年にカバー・バージョンを録音した。

「フォー・ユー・ブルー」は、1974年に行なわれたハリスンのアメリカツアー「Dark Horse Tour」のセットリストに含まれていた。ハリスンは、本作をジャム・トラックとして演奏し、ツアーに同行していたバンドメンバーを紹介していた。ロベン・フォード、エミール・リチャーズ、ウィリー・ウィークスがそれぞれギター、ベル、ベースでソロを披露したライブ音源は、1988年にジェネシス・パブリケーションズより出版された図録『Songs by George Harrison』に付属のディスクに収録されている。
2002年11月29日にロイヤル・アルバート・ホールで開催されたハリスンの追悼コンサート『コンサート・フォー・ジョージ』で、マッカートニーは本作を歌唱した。演奏メンバーとしてスター、エリック・クラプトン、ハリスンの息子であるダーニ・ハリスンらが参加し、マーク・マンがスライドギターを演奏した。
ピート・モリナーリは、『モジョ』誌（2010年10月号）に付属のCD『Let It Be Revisited』で本作をカバーした。2013年にクリストファー&ダナ・リーヴ財団の支援を目的に、ダーニが本作をチャリティ・シングルとして録音した。

## クレジット
※出典
- ジョージ・ハリスン - リード・ボーカル、アコースティック・ギター
- ジョン・レノン - ラップ・スティール・ギター
- ポール・マッカートニー - ピアノ、ベース[92]
- リンゴ・スター - ドラム

## チャート成績
| チャート (1970年)                                                                    | 最高位 |
| ------------------------------------------------------------------------------------ | ------ |
| オーストラリア (Go-Set National Top 60)                                              | 6      |
| カナダ (MLS Singles)                                                                 | 1      |
| - US Billboard Hot 100 - 「ザ・ロング・アンド・ワインディング・ロード」との両A面扱い | 1      |
| US Cash Box Top 100                                                                  | 71     |